# GutsMuths-Sporthalle

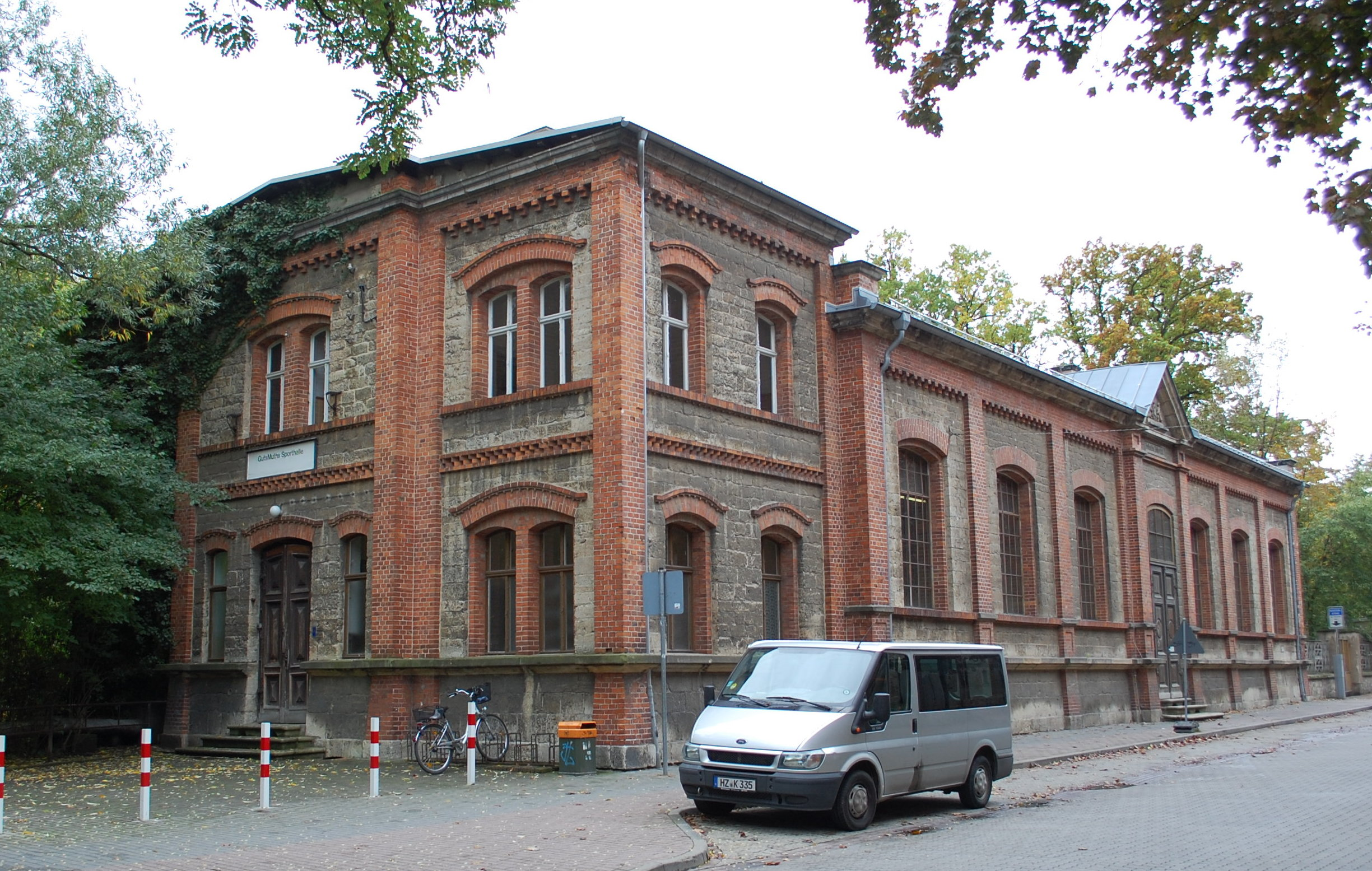
Turnhalle Turnstraße 12

Die GutsMuths-Sporthalle ist eine bis heute genutzte denkmalgeschützte Turnhalle in Quedlinburg in Sachsen-Anhalt.

## Lage
Die südlich der historischen Quedlinburger Altstadt gelegene Sporthalle ist im Quedlinburger Denkmalverzeichnis als Turnhalle eingetragen. Östlich des Gebäudes verläuft die Bode. Die Halle ist nach dem in Quedlinburg geborenen Begründer des Turnens Johann Christoph Friedrich GutsMuths benannt.

## Architektur und Geschichte
Die Fassade der im Jahr 1887 errichteten Halle präsentiert sich als Wechsel aus Backstein und Quadersandstein und zeigt eine starke Gliederung. Ihre Gestaltung nimmt Bezug auf die Industriearchitektur der auf der gegenüberliegenden Straßenseite befindlichen Gebäude des ehemaligen Saatzuchtbetriebes Gebrüder Dippe. Auf der Nordseite ist der Turnhalle ein zweigeschossiger Gebäudetrakt vorgelagert.
Im Jahr 1985 wurde die Halle auf Vorschlag der Stadt Quedlinburg vom Institut für Züchtungsforschung in Rechtsträgerschaft übernommen. Die BSG Wissenschaft übernahm bis 1990 die Betreibung der Halle, wobei die Mitglieder der BSG zur Rekonstruktion der Halle 4500 Stunden an Eigenleistungen erbrachten. Die zu diesem Zeitpunkt bereits fast hundertjährige Turnhalle war noch regelmäßig in Nutzung, insbesondere für den Schulsport und gehörte zu den größten Sporthallen der Stadt. Ihr baulicher Zustand war jedoch beeinträchtigt. In einem Bericht des Jahres 1985 wurde der Schwingboden sowie die Größe der Halle positiv herausgestellt. Negativ wurden Undichtigkeiten des Daches angemerkt, die sofortige Maßnahmen erforderten. Zur Heizung der Halle standen drei Kanonenöfen zur Verfügung, die jedoch im Winter nicht ausreichten. Es gab zwei kleine Umkleideräume und einen Toilettenraum mit zwei Waschbecken. Eine Benutzung im Winter war wegen der Frostgefahr nicht möglich. Zumindest bis 1986 wurde die an der Halle befindliche Hausmeisterwohnung genutzt.